# Landesdienstflagge
Die Landesdienstflagge ist eine besondere Form der Landesflagge, die üblicherweise von deutschen und österreichischen Bundesländern als Hoheitszeichen geführt wird.

## Deutschland
Im Unterschied zu traditionellen Landesflaggen führen Landesdienstflaggen meist ein Landeswappen. Ihre Nutzung ist dementsprechend häufig lediglich wappenführenden Stellen vorbehalten; unbefugte Benutzung von Landesdienstflaggen wird in einigen Bundesländern als Ordnungswidrigkeit angesehen, während andere Bundesländer nicht zwischen Landesflagge und Landesdienstflagge unterscheiden und beide gleichermaßen auch zur privaten Nutzung freigeben.

## Österreich
Die Landesdienstflaggen bestehen in Österreich aus der Landesflagge, welche in ihrer Mitte das Landeswappen führen. Vorwiegend Dienststellen der Bundesländer verwenden die Landesdienstflaggen. Eine Benutzung durch Andere ist, soweit dadurch nicht eine öffentliche Berechtigung vorgetäuscht wird, nicht verboten.